# HD 40307
HD 40307 – gwiazda ciągu głównego należąca do typu widmowego K, oddalona od Ziemi o około 42 lata świetlne. Znajduje się w gwiazdozbiorze Malarza. Według szacunków gwiazda jest nieznacznie mniejsza od Słońca. HD 40307 była obserwowana przed lub w 1900 roku w ramach katalogu Durchmusterung.
Gwiazda ma układ planetarny zawierający pięć planet. W 2008 odkryto trzy planety orbitujące wokół tej gwiazdy, a w 2012 następne dwie.

## Historia obserwacji i nazewnictwo
Pomimo niezbyt dużej odległości od Słońca, HD 40307 nie jest widoczna gołym okiem. Jej obserwowana wielkość gwiazdowa to 7,17m. Z tego powodu HD 40307 nie ma własnej nazwy, jak jaśniejsze gwiazdy ziemskiego nieba. Oznaczenie HD 40307 pochodzi z Katalogu Henry’ego Drapera.

## Charakterystyka
HD 40307, należąca do gwiazd typu widmowego K, świeci słabiej niż Słońce i ma pomarańczową barwę. Jej promień i masa są w przybliżeniu mniejsze o 1/3 od masy i promienia Słońca. Temperatura gwiazdy wynosi nieco poniżej 5000 K. Jest to dosyć wysoka temperatura jak na gwiazdę typu K, typowa raczej dla gwiazd typu G, takich jak Słońce.

## Układ planetarny

Schemat układu planetarnego HD 40307 według wiedzy z 2008

Po pięciu latach obserwacji gwiazdy, w czerwcu 2008 Europejskie Obserwatorium Południowe (ESO) ogłosiło odkrycie trzech superziemi. Te trzy planety zostały odkryte metodą Dopplera przy użyciu spektrometru HARPS. Krążą one bardzo blisko swojej gwiazdy – najdalsza z nich obiega swoją gwiazdę po orbicie trzykrotnie mniejszej niż orbita Merkurego. Planety są dużo masywniejsze od Ziemi, lecz ich masa nie jest tak duża jak Urana bądź Neptuna. Pomimo masy mniejszej niż 10 M🜨 niektóre analizy sugerują, że planety mogą być małymi planetami-olbrzymami takimi jak Neptun.
W 2012 ogłoszono odkrycie następnych trzech planet. Najbardziej odległa z nich, HD 40307 g, jest najprawdopodobniej superziemią o masie wynoszącej przynajmniej 7,1 mas Ziemi. Planeta znajduje się w ekosferze jej gwiazdy. Ponowna analiza danych potwierdza istnienie planety f, nie rozstrzyga istnienia planety g i zaprzecza istnieniu planety e.